# Cryptantha patagonica
Cryptantha patagonica là loài thực vật có hoa trong họ Mồ hôi. Loài này được (Speg.) I.M.Johnst. mô tả khoa học đầu tiên năm 1923.